# 徐碧街道
徐碧街道是中国福建省三明市三元区下辖的一个街道。

## 历史沿革
徐碧街道原名北门街道。2005年，徐碧乡撤消，原徐碧乡所辖的徐碧、洋山、后洋、廖源4个村并入北门街道，同时北门街道更名为徐碧街道。

## 行政区划
徐碧街道共辖7个社区及4个行政村，分别是：：
五路社区、重化社区、乾龙社区、东乾社区、碧湖社区、北门社区、玖珑社区、洋山畲族村、廖源村、后洋村和徐碧村。